# Champigny-la-Futelaye
Champigny-la-Futelaye és un municipi francès situat al departament de l'Eure i a la regió de Normandia. L'any 2007 tenia 225 habitants.

## Demografia

### Població
El 2007 la població de fet de Champigny-la-Futelaye era de 225 persones. Hi havia 80 famílies, de les quals 20 eren unipersonals (16 homes vivint sols i 4 dones vivint soles), 20 parelles sense fills, 32 parelles amb fills i 8 famílies monoparentals amb fills.
La població ha evolucionat segons el següent gràfic:
Habitants censats

### Habitatges
El 2007 hi havia 118 habitatges, 90 eren l'habitatge principal de la família, 21 eren segones residències i 7 estaven desocupats. 111 eren cases i 2 eren apartaments. Dels 90 habitatges principals, 77 estaven ocupats pels seus propietaris, 9 estaven llogats i ocupats pels llogaters i 4 estaven cedits a títol gratuït; 2 tenien una cambra, 4 en tenien dues, 17 en tenien tres, 21 en tenien quatre i 46 en tenien cinc o més. 70 habitatges disposaven pel capbaix d'una plaça de pàrquing. A 39 habitatges hi havia un automòbil i a 46 n'hi havia dos o més.

### Piràmide de població
La piràmide de població per edats i sexe el 2009 era:
| Homes | Edats   | Dones |
| ----- | ------- | ----- |
| 0     | 95 o +  | 0     |
| 0     | 90 a 94 | 0     |
| 4     | 85 a 89 | 0     |
| 0     | 80 a 84 | 0     |
| 8     | 75 a 79 | 4     |
| 12    | 70 a 74 | 4     |
| 4     | 65 a 69 | 8     |
| 0     | 60 a 64 | 4     |
| 12    | 55 a 59 | 0     |
| 4     | 50 a 54 | 4     |
| 16    | 45 a 49 | 12    |
| 12    | 40 a 44 | 32    |
| 0     | 35 a 39 | 4     |
| 8     | 30 a 34 | 4     |
| 8     | 25 a 29 | 4     |
| 4     | 20 a 24 | 0     |
| 4     | 15 a 19 | 16    |
| 12    | 10 a 14 | 12    |
| 24    | 5 a 9   | 12    |
| 0     | 0 a 4   | 8     |

## Economia
El 2007 la població en edat de treballar era de 153 persones, 115 eren actives i 38 eren inactives. De les 115 persones actives 106 estaven ocupades (61 homes i 45 dones) i 9 estaven aturades (4 homes i 5 dones). De les 38 persones inactives 11 estaven jubilades, 13 estaven estudiant i 14 estaven classificades com a «altres inactius».

### Ingressos
El 2009 a Champigny-la-Futelaye hi havia 92 unitats fiscals que integraven 254 persones, la mediana anual d'ingressos fiscals per persona era de 20.958 €.

### Activitats econòmiques
Dels 10 establiments que hi havia el 2007, 1 era d'una empresa de fabricació de material elèctric, 5 d'empreses de construcció, 2 d'empreses de comerç i reparació d'automòbils, 1 d'una empresa de serveis i 1 d'una empresa classificada com a «altres activitats de serveis».
Dels 5 establiments de servei als particulars que hi havia el 2009, 1 era un paleta, 3 guixaires pintors i 1 fusteria.
L'any 2000 a Champigny-la-Futelaye hi havia 13 explotacions agrícoles que ocupaven un total de 776 hectàrees.

## Poblacions més properes
El següent diagrama mostra les poblacions més properes.